# Armoiries de la province de Hainaut
Les armoiries de la province de Hainaut sont utilisées par la province de Hainaut en Belgique. 

## Description
Les armoiries sont en vigueur depuis la création de la province de Hainaut en 1815. Elles reprennent les armoiries du comté de Hainaut.
| Forme complète          | Écartelé, en 1 et 4 : d'or au lion de sable, armé et lampassé de gueules et en 2 et 3 : d'or au lion de gueules, armé et lampassé d'azur. Couronne comtale à treize perles dont trois relevées. | Écartelé, en 1 et 4 : d'or au lion de sable, armé et lampassé de gueules et en 2 et 3 : d'or au lion de gueules, armé et lampassé d'azur. Couronne comtale à treize perles dont trois relevées. | Écartelé, en 1 et 4 : d'or au lion de sable, armé et lampassé de gueules et en 2 et 3 : d'or au lion de gueules, armé et lampassé d'azur. Couronne comtale à treize perles dont trois relevées. |
| Ensemble                | Description | Description | Origines |
| Disposition : écartelé. | | En 1 et 4 : d'or au lion de sable, armé et lampassé de gueules. | Armoiries reprises au comté de Hainaut. |
| Disposition : écartelé. | En 2 et 3 : d'or au lion de gueules, armé et lampassé d'azur. | | Armoiries reprises au comté de Hainaut. |
| En vigueur :            | Conseil suprême de Noblesse à La Haye: 1815 | Conseil suprême de Noblesse à La Haye: 1815 | Conseil suprême de Noblesse à La Haye: 1815 |